# Соокаэра-Метсанурга
Со́окаэра-Ме́тсанурга (эст. Sookaera-Metsanurga) — деревня в волости Саку уезда Харьюмаа, Эстония.

## География и описание
Расположена в северной части Эстонии, в 14 км к югу от Таллина. На севере граничит с деревней Локути, на западе — с Тыдва, на юго-западе — с Кирдалу и на юге — с Тагади. Высота над уровнем моря — 63 метра.
Климат — умеренный. Официальный язык — эстонский. Почтовый индекс — 75514.

## Население
По данным переписи населения 2021 года, в Соокаэра-Метсанурга насчитывался 21 житель, из них 20 (95,2 %) — эстонцы.
По данным переписи населения 2011 года, в деревне проживали 20 человек, все — эстонцы.
Численность населения деревни Соокаэра-Метсанурга по данным переписей населения:
| Год  | 1959 | 1970 | 2011 | 2021 |
| ---- | ---- | ---- | ---- | ---- |
| Чел. | 24   | ↘ 14 | ↗ 20 | ↗ 21 |

## История
Исторически относилась к мызе Наппель (нем. Nappel, Набала, эст. Nabala mõis). Старейшими хуторами деревни являются хутора Кярде (эст. Kärde, в 1493 году упомянуты как Kerdo, в 1725 году — Kende), которые после Второй мировой войны некоторое время составляли отдельную деревню. В 1977 году Соокаэра-Метсанурга была поделена между деревнями Тыдва и Локути, в 2005 году официально восстановлена.

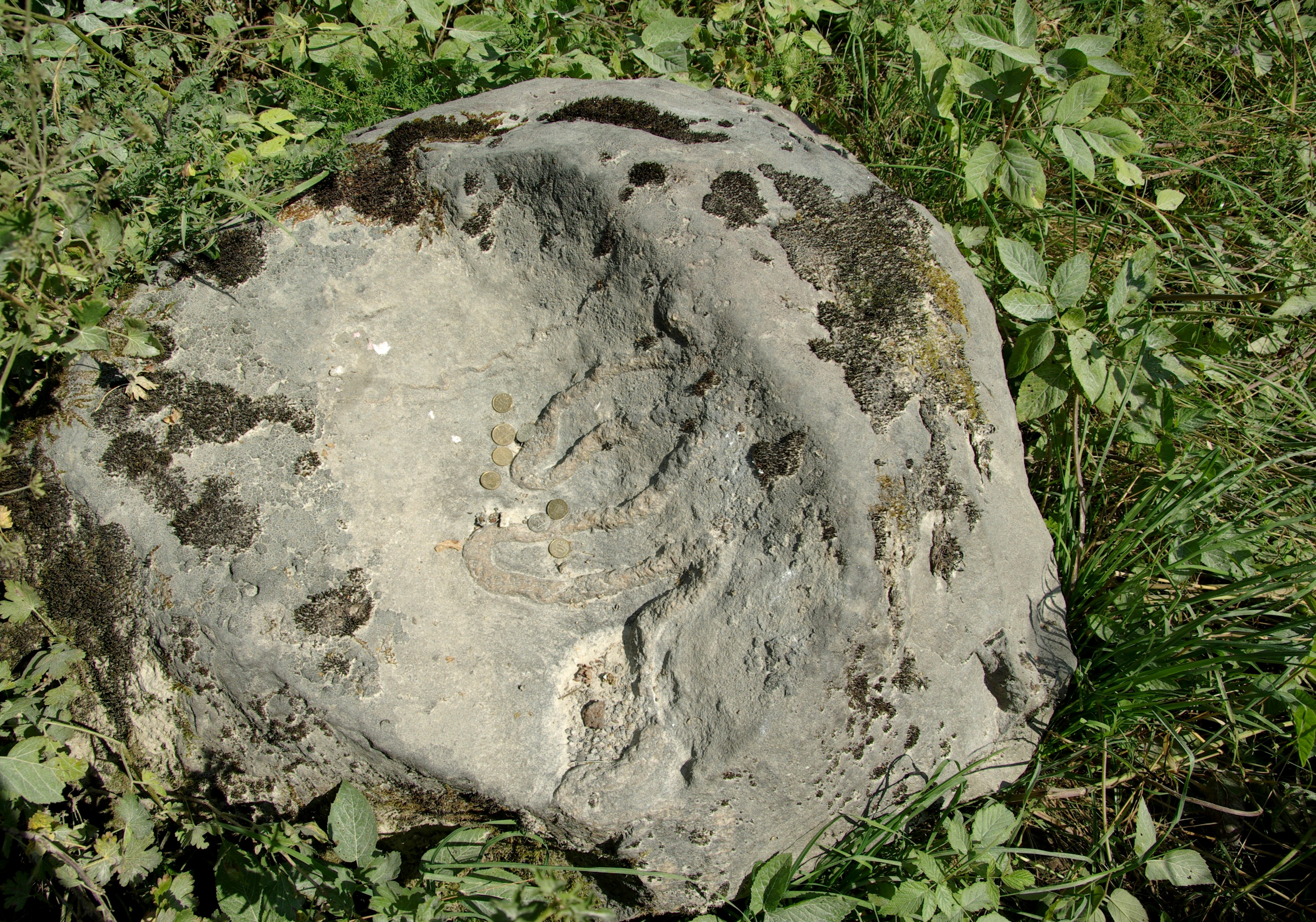
Жертвенный камень «Уссикиви»

На территории Соокаэра-Метсанурга обнаружен жертвенный камень «Уссикиви» с изображением змеи и следы поселения, датированные первым тысячелетием до нашей эры. На склоне холма «Ниидимяги» обнаружены следы сражения. Все эти объекты внесены в Государственный регистр памятников культуры Эстонии как археологические памятники.

## Комментарии
1. ↑  Эстонские топонимы, оканчивающиеся на -а, не склоняются и не имеют женского рода (исключение — Нарва)[8].